# Arkadiusz z Konstantynopola
Arkadiusz z Konstantynopola – mnich i męczennik chrześcijański żyjący w V wieku, święty Kościoła katolickiego i Cerkwi prawosławnej.

## Żywot
Według tradycji miał być synem świątobliwych Ksenofonta i Marii, bratem Jana, którzy również czczeni są jako święci. Cała rodzina należała do bogatych mieszczan Konstantynopola, jednak wśród patrycjuszy odznaczali się prostym, ascetycznym życiem chrześcijańskim. W wieku młodzieńczym, podczas podróży do Bejrutu, gdzie miał pobierać nauki na tamtejszym uniwersytecie, wraz z bratem uległ wypadkowi – ich statek rozbił się w Fenicji. Bracia wyszli jednak cało z opresji, co ich rodzice przypisali Bożej opiece. Arkadiusz korzystając z okazji, zamiast na uniwersytet, wstąpił do zakonu zostając mnichem w Jerozolimie. W późniejszym czasie dołączyła do niego reszta rodziny prowadząc razem życie monastyczne w różnych klasztorach Jerozolimy, gdzie zastać ich miała męczeńska śmierć w niewiadomych okolicznościach.

## Kult
Kult świętego Arkadiusza zrodził się wnet po jego męczeńskiej śmierci, szczególnie w Jerozolimie. Jego wspomnienie, wspólnie z rodzicami i bratem obchodzone jest w dniu 26 stycznia. W ikonografii przedstawiany jest jako mnich w habicie, w ręku trzyma zwój, księgę lub świecę. Często ukazywany jest również w szatach pokutnych lub w z makietą statku w dłoniach.